# Grosbous
Grosbous (lb. Groussbus) − wieś (Uertschaft) w zachodnim Luksemburgu, w kantonie Redange, siedziba administracyjna gminy Grosbous-Wahl. Do 3 października 2015 miejscowość leżała w dystrykcie Diekirch a do 31 sierpnia 2023 była samodzielną gminą. Liczy 926 mieszkańców (1 stycznia 2018). 